# Папілома

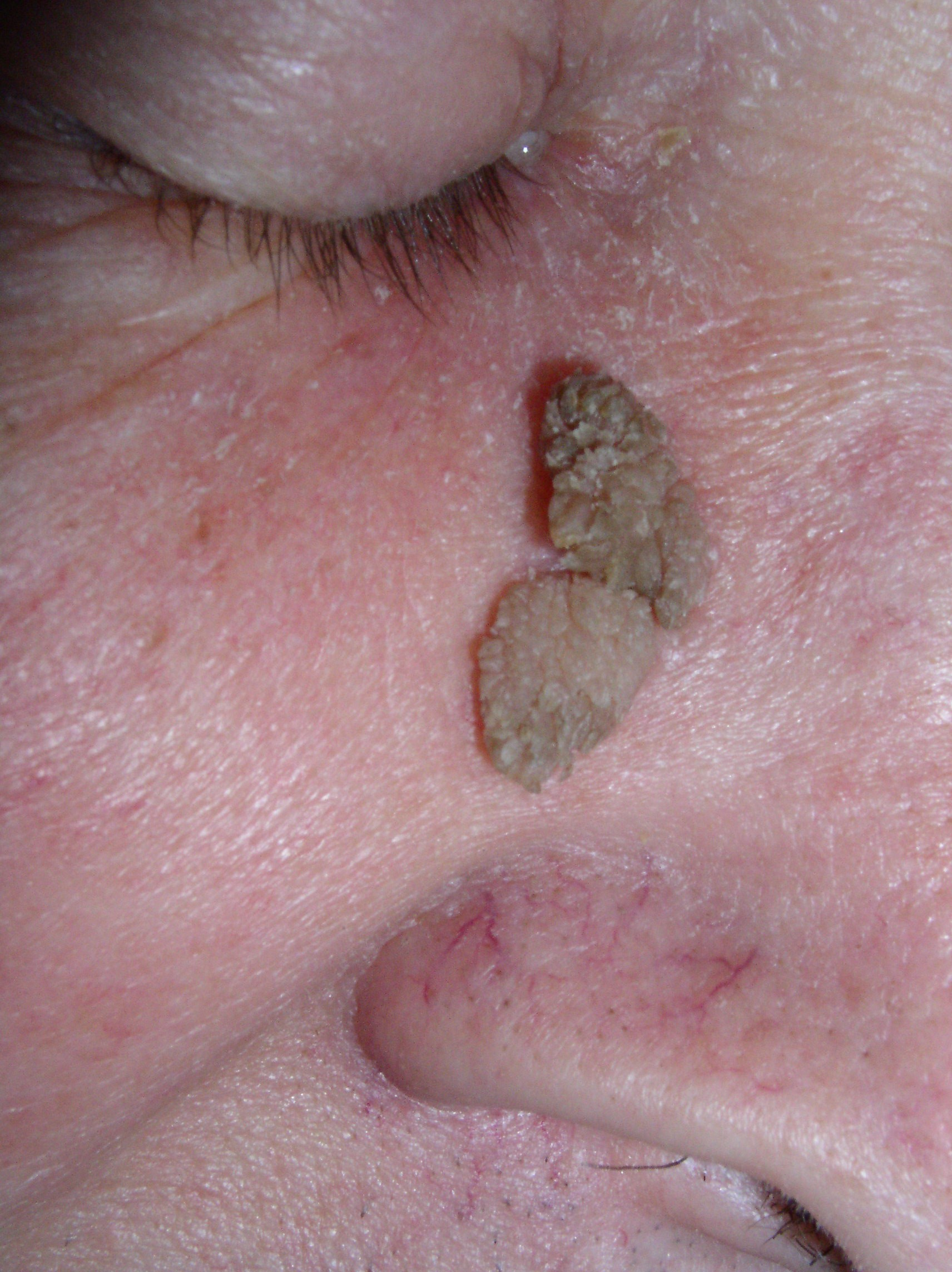
Папілома на обличчі

Папілома (від лат. papilla — сосочок) — пухлина з плоского або перехідного епітелію. Вона має кулясту форму, тверда або м'яка; зовні сосочкового вигляду (ніби цвітна капуста або ягода малини), розміром від просяного зерна до великої горошини; знаходиться на поверхні шкіри або слизової оболонки на широкій чи вузькій основі (ніжці). Пухлина побудована з клітин покривного епітелію, що розростається, кількість шарів його збільшена. В папіломі шкіри може спостерігатися ороговіння різної інтенсивності. Строма пухлини розвинена добре і росте разом з епітелієм. В папіломі зберігається полярність розташування клітин, комплексність, власна мембрана. Тканинний атипізм проявляється у вигляді нерівномірного розвитку епітелію та строми і надлишкового утворення кровоносних судин.
Папілома виникає в шкірі, а також на слизових оболонках, які вислані перехідним епітелієм або плоским без ороговіння (слизова оболонка ротової порожнини, справжні голосові зв'язки, миски нирок, сечопровідники, сечовий міхур та ін.).
При пошкодженні папілома легко руйнується, і в ній виникає запалення; якщо пухлина в сечовому міхурі, вона може спричинити кровотечу. Після оперативного видалення папіломи рідко рецидивують; іноді (при постійному подразненні) малігнізуються.
Частою причиною виникнення папіломи є відповідні віруси, тоді цього можна запобігти вакцинацією.